# APOBEC3H
APOBEC3H‏ (Apolipoprotein B mRNA editing enzyme catalytic subunit 3H) هوَ بروتين يُشَفر بواسطة جين APOBEC3H في الإنسان.